# Waterfalls
Waterfalls è un brano musicale R&B del 1995 del trio femminile TLC, prodotto dal team Organized Noize e scritta da Marqueze Etheridge, Lisa "Left Eye" Lopes, ed Organized Noize per il secondo album della band, CrazySexyCool.
Il brano è stato pubblicato nel 1995 come terzo singolo estratto dall'album, diventando in poco tempo un enorme successo di pubblico e di critica. Il singolo ha raggiunto la prima posizione della Hot 100 negli Stati Uniti, dove è rimasto per sette settimane consecutive, ed ha avuto anche un buon successo internazionale, raggiungendo la prima posizione delle classifiche anche in Nuova Zelanda e Svizzera e la top5 di molti paesi. Il singolo è stato certificato disco di platino dalla RIAA grazie a un milione di copie vendute negli Stati Uniti. Il brano ha ricevuto due nomination ai Grammy del 1996 e il relativo video ha vinto quattro premi agli MTV Video Music Awards del 1995, tra cui "Video of the year" (Video dell'anno). La canzone è inserita in molte classifiche musicali che raccolgono i migliori brani degli anni novanta.

## Video musicale
Il video prodotto per Waterfalls è stato diretto da F. Gary Gray e vede le TLC eseguire il brano in mezzo all'oceano, trasformandosi occasionalmente in creature d'acqua. Alle sequenze delle TLC si alternano due brevi storie, che trasformano in immagine le vicende narrate dalle strofe della canzone. Nella prima una madre tenta di sconsigliare il giovane figlio a non recarsi ad un appuntamento pericoloso con degli spacciatori. Il ragazzo non l'ascolta e viene ucciso. Nella seconda storia invece un giovane ha un rapporto sessuale con una ragazza senza utilizzare il preservativo. Le immagini ci fanno intuire che la donna aveva avuto in precedenza numerosi partner, da cui ha contratto l'AIDS, che ha evidentemente trasmesso al nuovo compagno. Nel video lavorano come attori Ella Joyce, Bokeem Woodbine, Shyheim, Paul J. Alessi e Gabrielle Bramford.

## Accoglienza
Waterfalls è stato il sesto singolo delle TLC ad entrare nella top5 della classifica R&B/Hip-Hop di Billboard, dove ha raggiunto la quarta posizione e ha passato 26 settimane in classifica. La performance del singolo è stata decisamente migliore nella Hot 100: raggiunta la prima posizione durante la settimana dell'8 luglio 1995, il brano è rimasto in vetta alla classifica statunitense per sette settimane consecutive, e ha passato 34 settimane in totale nella classifica. Waterfalls è diventato il singolo di maggior successo del gruppo in patria, quello che ha passato il maggior numero di settimane sia nella classifica che al numero 1. Il 31 luglio dello stesso anno il singolo ha ricevuto la certificazione di disco di platino dalla RIAA per oltre un milione di copie vendute, diventando il quarto singolo della band ad essere certificato disco di platino. Grazie all'enorme passaggio radiofonico, la canzone ha raggiunto la seconda posizione della classifica radiofonica statunitense, dove ha passato un totale di 47 settimane in classifica. Billboard ha nominato il singolo la seconda canzone di maggior successo del 1995, mentre al terzo posto ha posizionato il primo singolo tratto da CrazySexyCool, Creep.
Nel Regno Unito Waterfalls è stato il primo singolo delle TLC ad entrare nella top10, dove ha raggiunto la posizione numero 4. Il singolo ha ricevuto la certificazione di disco d'argento dalla BPI per aver venduto oltre 200 000 copie.
Anche in Australia si tratta del primo singolo del gruppo ad essere entrato in top10 e anche in questo caso il singolo ha raggiunto la posizione numero 4; inoltre il brano ha speso 22 settimane in classifica, di cui 16 passate in top20. In Nuova Zelanda il singolo ha debuttato al numero 11 il 9 luglio 1995 ed è stato il primo della band a raggiungere il numero 1, dove è rimasto per quattro settimane consecutive; inoltre ha passato 23 settimane in totale nella classifica, di cui 16 spese nella top10.
Anche in Svizzera il singolo ha raggiunto la prima posizione, ma ha speso 27 settimane in classifica. In Austria, dove ha raggiunto la posizione numero 3, è stato il primo singolo ad essere entrato in classifica. Nei Paesi Bassi si tratta del primo singolo ad essere entrato nella top10, dove ha raggiunto la quinta posizione il 9 settembre 1995. In Francia il singolo ha raggiunto la posizione numero 20, diventando il primo singolo ad entrare in top20; Creep si era infatti fermato al numero 23.
In Norvegia il brano ha debuttato al numero 20, per poi raggiungere 3 settimane più tardi la seconda posizione, dove è rimasto per due settimane consecutive. Il singolo ha passato 20 settimane di seguito nella top20 norvegese. In Svezia il brano ha debuttato al numero 29 l'8 settembre 1995 e ha raggiunto la settima posizione quattro settimane più tardi.

## Riconoscimenti
Il brano ha ricevuto due nomination ai Grammy Awards del 1996, sia come "Pop performance by a duo or group with vocal" che come "Record of the year", ovvero "Disco dell'anno", il premio più prestigioso, ma ha perso in questo caso contro Kiss from a Rose di Seal. Il video del brano ha invece trionfato agli MTV Video Music Awards del 1995, ottenendo ben quattro premi: "Miglior video dell'anno", "Miglior video di un gruppo", "Miglior video R&B" e "Video scelto dal pubblico". Ai Soul Train Music Awards il brano ha vinto in due categorie: "Miglior singolo R&B/Soul di un gruppo o di un duo" e "Miglior video musicale R&B/Soul o Rap".
Il canale musicale VH1 ha inserito il brano alla posizione numero 8 nella lista delle 100 migliori canzoni degli anni novanta e al numero 6 in quella delle 40 migliori canzoni R&B degli anni '90.
Nel 1999 MTV ha inserito il video della canzone alla posizione numero 40 nella classifica dei 100 migliori video mai girati.

## Classifiche
| Chart (1995)                                      | Peak position |
| ------------------------------------------------- | ------------- |
| Australia                                         | 4             |
| Austria                                           | 3             |
| Belgio (Fiandre)                                  | 25            |
| Belgio (Vallonia)                                 | 23            |
| Paesi Bassi                                       | 5             |
| Eurochart Hot 100 Singles                         | 7             |
| Francia                                           | 20            |
| Germania                                          | 5             |
| Irlanda                                           | 4             |
| Nuova Zelanda                                     | 1             |
| Norvegia                                          | 2             |
| Svezia                                            | 7             |
| Svizzera                                          | 1             |
| Regno Unito                                       | 4             |
| U.S.A. Billboard Hot 100                          | 1             |
| U.S.A. Billboard Hot R&B/Hip Hop Singles & Tracks | 4             |
| U.S.A. Billboard Adult Contemporary               | 24            |
| U.S.A. ARC Weekly Top 40                          | 1             |

## Tracce
CD Maxi
1. Waterfalls (No Rap Radio Edit)  3:32
2. Waterfalls (Single Edit)  4:19
3. Waterfalls (ONP Remix)  4:34
4. Waterfalls (SARP Remix)  4:27
5. Waterfalls (Album Instrumental)  4:42